# مجیدآباد (خدابنده)
مجیدآباد (خدابنده)، روستایی از توابع بخش سجاس‌رود شهرستان خدابنده در استان زنجان ایران است. مردم روستای مجیدآباد اغلب به کشاورزی و دامداری مشغول هستند، از محصولات کشاورزی این روستا  می‌توان به:(گندم، جو و سیب زمینی) اشاره کرد. از افراد سرشناس این روستا می‌توان به شهید شکرعلی بیگدلی از شهدای هشت سال دفاع مقدس اشاره کرد.

## تاریخچه
به گفته اکثریت مردم، روستای مجیدآباد با مهاجرت و اسکان یافتن مردم غیر بومی تشکیل شده است،این روستا با ساخت یک سیلاب به دو بخش شمالی و جنوبی تقسیم شده است، در بخش جنوبی روستا، مردم، خود را کردتبار می‌نامند و به اعتقاد آنها اجدادشان با اسکان یافتن در کنار رود کوچک مجیدآباد در این روستا ماندگار شده‌اند، و در بخش شمالی، مردم از روستا های اطراف به این منطقه کوچ کرده‌اند و تا به امروز درحال زندگی هستند.
با ساخت کارخانه سیمان زنجان، در نزدیکی این روستا رودی که در روستا جریان داشت از بین رفت.

## زبان
زبان تکلم و محاوره ای این روستا به ترکی آذربایجانی است که اغلب زبان فارسی هم استفاده میشود ( در مدرسه و غیره).
برخلاف وجود مردم کردتبار در این روستا، زبان کردی در این منطقه مورد استفاده قرار نمیگیرد.

## امکانات رفاهی
روستای مجیدآباد از نظر رفاهی امکانات مناسبی را دارا است. این روستا مجهز به؛ نانوایی، خانه بهداشت، سوپر مارکت، مسجد، جاده آسفالت (به زودی دو بانده خواهد شد)، مدرسه ابتدایی و متوسطه اول است، در سالیان اخیر روستا به دکل های مخابراتی هم مجهز شده است. 

## جمعیت
این روستا در دهستان سجاس‌رود قرار دارد و براساس سرشماری مرکز آمار ایران در سال ۱۳۸۵، جمعیت آن ۸۰۶ نفر (۱۷۱خانوار) بوده است.